# Anne Grethe Törnblad
Anne Grethe Jensen-Törnblad (født 7. november 1951 i Vejlø) er en dansk dressurrytter, som bl.a. vandt sølvmedalje ved de olympiske lege i 1984 i Los Angeles i dressurridning på hesten Marzog. Guldet gik som ventet til vesttyskeren Reiner Klimke. Blev året efter, hvor Klimke ikke var med, verdensmester på samme hest. Var også udtaget til OL i 1980, men her boykottede alle ryttere fra de vestlige lande Legene i Moskva. Dansk fanebærer i 1988.